# دریای سالتون (فیلم ۲۰۰۲)
دریای سالتون (به انگلیسی: The Salton Sea) یک فیلم جنایی و نئو نوآر آمریکایی محصول ۲۰۰۲ به کارگردانی دی جی کاروسو با بازی وال کیلمر و وینسنت دن آفریو است.
فیلم در لوکیشن‌های لس آنجلس و دریای سالتون فیلمبرداری شد.

## داستان
مردی بعد از اینکه همسرش به قتل می‌رسد، در جستجوی انتقام وارد دنیای تبهکاران و جنایتکاران می‌شود.

## پاسخ انتقادی
این فیلم دارای ۶۴٪ محبوبیت در وب سایت جمع‌آوری نقد راتن تومیتوز، بر اساس ۸۵ نقد با میانگین امتیاز ۵٫۷ از ۱۰ است.